# Danys i perjudicis
Danys i perjudicis (títol original en anglès Damages) és una sèrie dramàtica estatunidenca, creada per Daniel Zelman i els germans Glenn Kessler i Todd A. Kessler. S'ha doblat al català per TV3. El març de 2023 es va anunciar que s'havia incorporat al catàleg de la plataforma digital TV3 a la carta.

## Personatges

### Temporada 1

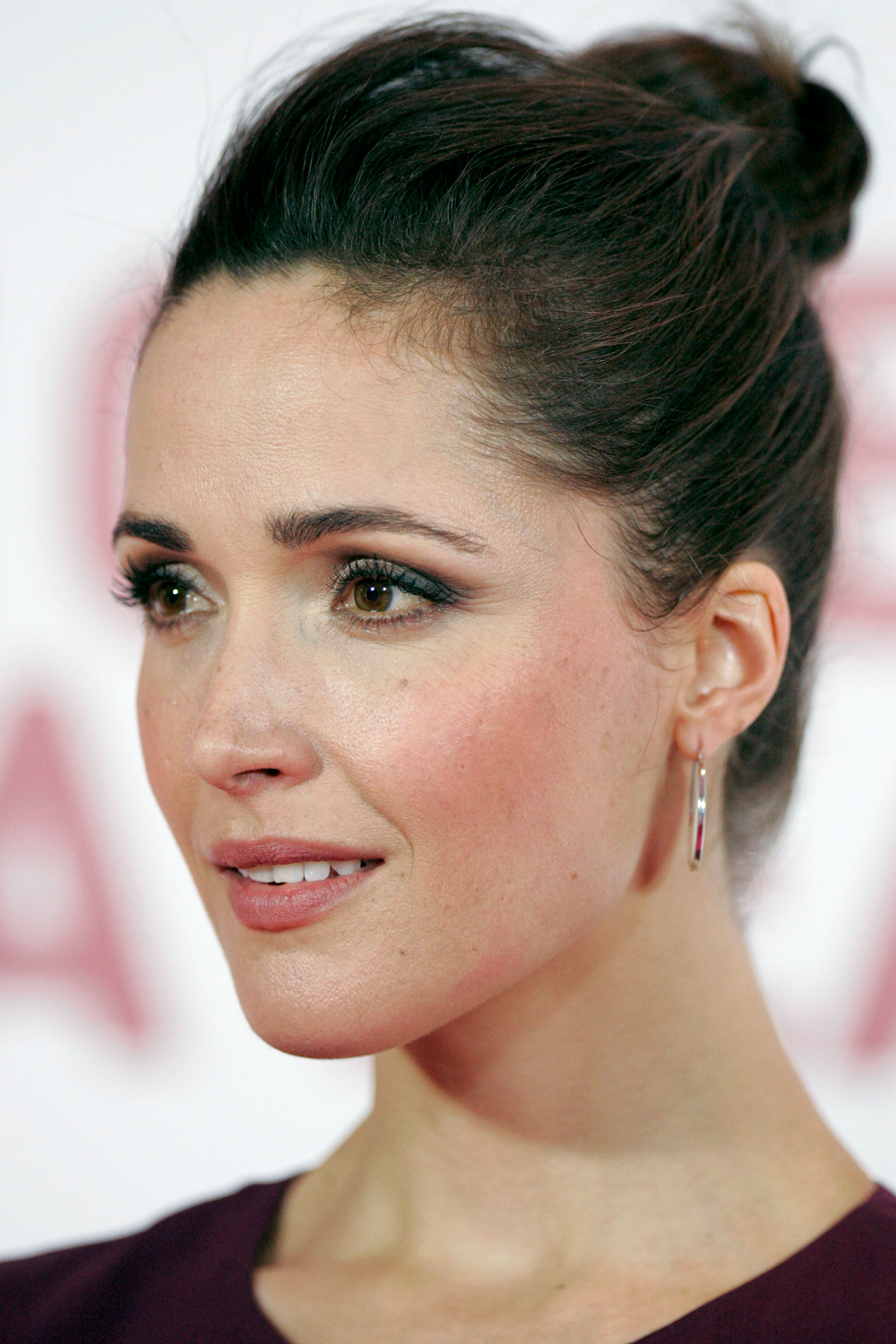
Rose Byrne, el 2013

Principals
- Glenn Close (Patty Hewes)
- Rose Byrne (Ellen Parsons)
- Željko Ivanek (Ray Fiske)
- Noah Bean (David Connor)
- Tate Donovan (Tom Shayes)
- Ted Danson (Arthur Frobisher)

Secundaris
- Anastasia Griffith (Katie Connor)
- Peter Facinelli (Gregory Malina)
- Peter Riegert (George Moore)
- Philip Bosco (Hollis Nye)
- Michael Nouri (Phil Grey)
- Zachary Booth (Michael Hewes)
- David Costabile (Rick Messer)
- Tom Aldredge (Uncle Pete)
- Carmen Goodine (Lila DiMeo)

### Temporada 2
Principals
- Glenn Close (Patty Hewes)
- Rose Byrne (Ellen Parsons)
- Tate Donovan (Tom Shayes)
- Anastasia Griffith (Katie Connor)
- Marcia Gay Harden (Claire Maddox)
- Timothy Olyphant (Wes Krulik)
- William Hurt (Daniel Purcell)

Secundaris
- Ted Danson (Arthur Frobisher)
- John Doman (Walter Kendrick)
- Clarke Peters (Dave Pell)
- David Costabile (Rick Messer)
- Michael Nouri (Phil Grey)
- Zachary Booth (Michael Hewes)
- Brett Cullen (Wayne Sutry)
- Glenn Kessler (Agent Werner)
- Mario Van Peebles (Agent Harrison)
- Tom Aldredge (Uncle Pete)
- Darrell Hammond (The Deacon)
- Kevin Corrigan (Fin Garrity)

## Episodis
| Temporada | Temporada | Episodis | Episodis | Dates d’emissió      | Dates d’emissió        | Dates d’emissió  |
| Temporada | Temporada | Episodis | Episodis | Primera emissió      | Última emissió         | Network          |
| --------- | --------- | -------- | -------- | -------------------- | ---------------------- | ---------------- |
|           | 1         | 13       | 13       | 24 de juliol de 2007 | 23 d'octubre de 2007   | FX               |
|           | 2         | 13       | 13       | 7 de gener de 2009   | 1 d'abril de 2009      | FX               |
|           | 3         | 13       | 13       | 25 de gener de 2010  | 19 d'abril de 2010     | FX               |
|           | 4         | 10       | 10       | 13 de juliol de 2011 | 14 de setembre de 2011 | Audience Network |
|           | 5         | 10       | 10       | 11 de juliol de 2012 | 12 de setembre de 2012 | Audience Network |

### Temporada 1 (2007)
| Núm. total | Núm. de la temporada | Títol                                 | Direcció          | Guió                                                      | Data d'emissió original |
| ---------- | -------------------- | ------------------------------------- | ----------------- | --------------------------------------------------------- | ----------------------- |
| 1          | 1                    | «Pilot»                               | Allen Coulter     | Todd A. Kessler, Glenn Kessler i Daniel Zelman            | 24 de juliol de 2007    |
| 2          | 2                    | «Jesús, Maria i Joe Cocker»           | Greg Yaitanes     | Todd A. Kessler, Glenn Kessler i Daniel Zelman            | 31 de juliol de 2007    |
| 3          | 3                    | «I la meva por aterradora de la mort» | John David Coles  | Todd A. Kessler, Glenn Kessler i Daniel Zelman            | 7 d'agost de 2007       |
| 4          | 4                    | «És bo, aquest greix»                 | Larry Trilling    | Mark Fish                                                 | 14 d'agost de 2007      |
| 5          | 5                    | «Els té com un toro»                  | Jean DeSegonzac   | Todd A. Kessler, Glenn Kessler, Daniel Zelman i Mark Fish | 21 d'agost de 2007      |
| 6          | 6                    | «Em va escopir»                       | Mario Van Peebles | Mark Fish                                                 | 4 de setembre de 2007   |
| 7          | 7                    | «No som animals»                      | Dan Attias        | Aaron Zelman                                              | 11 de setembre de 2007  |
| 8          | 8                    | «Culpem la víctima»                   | Guy Ferland       | Willie Reale i Davey Holmes                               | 18 de setembre de 2007  |
| 9          | 9                    | «Et penedeixes del que hem fet?»      | Thomas Carter     | Todd A. Kessler, Glenn Kessler i Daniel Zelman            | 25 de setembre de 2007  |
| 10         | 10                   | «Una mena de família»                 | Timothy Busfield  | Mark Fish i Jeremy Doner                                  | 2 d'octubre de 2007     |
| 11         | 11                   | «Odio aquesta gent»                   | Ed Bianchi        | Adam Stein                                                | 9 d'octubre de 2007     |
| 12         | 12                   | «Ja no hi ha un "nosaltres"»          | Mario Van Peebles | Todd A. Kessler, Glenn Kessler i Daniel Zelman            | 16 d'octubre de 2007    |
| 13         | 13                   | «Perquè conec la Patty»               | Todd A. Kessler   | Todd A. Kessler, Glenn Kessler i Daniel Zelman            | 23 d'octubre de 2007    |

### Temporada 2 (2009)
| Núm. total | Núm. de la temporada | Títol                                            | Direcció           | Guió                                           | Data d'emissió original |
| ---------- | -------------------- | ------------------------------------------------ | ------------------ | ---------------------------------------------- | ----------------------- |
| 14         | 1                    | «Jo també he mentit»                             | Todd A. Kessler    | Todd A. Kessler, Glenn Kessler i Daniel Zelman | 7 de gener de 2009      |
| 15         | 2                    | «Crema-ho, estripa-ho; m'és igual»               | Jean de Segonzac   | Todd A. Kessler, Glenn Kessler i Daniel Zelman | 14 de gener de 2009     |
| 16         | 3                    | «Vaig veure el seu porc»                         | Constantine Makris | Todd A. Kessler, Glenn Kessler i Daniel Zelman | 21 de gener de 2009     |
| 17         | 4                    | «Ei, Mr. Pibb!»                                  | Mario Van Peebles  | Aaron Zelman                                   | 28 de gener de 2009     |
| 18         | 5                    | «És cert; no ha tingut gràcia»                   | Tate Donovan       | Mark Fish                                      | 4 de febrer de 2009     |
| 19         | 6                    | «Una noia guapa amb mitges»                      | Greg Yaitanes      | Adam Stein                                     | 11 de febrer de 2009    |
| 20         | 7                    | «Nova York és un pal»                            | Matthew Penn       | Jeremy Doner                                   | 18 de febrer de 2009    |
| 21         | 8                    | «Me la van haver d'arrencar del fetge»           | Michael Pressman   | Aaron Zelman                                   | 25 de febrer de 2009    |
| 22         | 9                    | «Havies deixat prenyada la teva parella de ball» | Ed Bianchi         | Mark Fish                                      | 4 de març de 2009       |
| 23         | 10                   | «Ui, ui, que sortiran els draps bruts»           | Tate Donovan       | Todd A. Kessler, Glenn Kessler i Daniel Zelman | 11 de març de 2009      |
| 24         | 11                   | «Londres, esclar»                                | Andy Wolk          | Todd A. Kessler i Daniel Zelman                | 18 de març de 2009      |
| 25         | 12                   | «Mira què ha desenterrat aquesta vegada»         | Matthew Penn       | Daniel Zelman i Glenn Kessler                  | 25 de març de 2009      |
| 26         | 13                   | «Creu-me»                                        | Todd A. Kessler    | Glenn Kessler i Todd A. Kessler                | 1 d'abril de 2009       |

### Temporada 3 (2010)
| Núm. total | Núm. de la temporada | Títol                                    | Direcció         | Guió                                           | Data d'emissió original |
| ---------- | -------------------- | ---------------------------------------- | ---------------- | ---------------------------------------------- | ----------------------- |
| 27         | 1                    | «Et guardaré els secrets»                | Todd A. Kessler  | Todd A. Kessler, Glenn Kessler i Daniel Zelman | 25 de gener de 2010     |
| 28         | 2                    | «El gos és més feliç sense ella»         | Matthew Penn     | Aaron Zelman                                   | 1 de febrer de 2010     |
| 29         | 3                    | «El vol és a les 11.08»                  | Tony Goldwyn     | Mark Fish                                      | 8 de febrer de 2010     |
| 30         | 4                    | «No li tiris això, a la gallina»         | Matthew Penn     | Jeremy Doner                                   | 15 de febrer de 2010    |
| 31         | 5                    | «No és el meu aniversari»                | Daniel Zelman    | Adam Stein                                     | 22 de febrer de 2010    |
| 32         | 6                    | «Doni les gràcies al senyor Zedeck»      | Timothy Busfield | Aaron Zelman i Mark Fish                       | 1 de març de 2010       |
| 33         | 7                    | «No m'has substituït»                    | Glenn Kessler    | Todd A. Kessler                                | 8 de març de 2010       |
| 34         | 8                    | «Semblo Frankenstein»                    | Chris Terrio     | Daniel Zelman                                  | 15 de març de 2010      |
| 35         | 9                    | «El transmetrem amb molta força»         | Tate Donovan     | Glenn Kessler                                  | 22 de març de 2010      |
| 36         | 10                   | «Digue'm que no sóc racista»             | David Tuttman    | Todd A. Kessler                                | 29 de març de 2010      |
| 37         | 11                   | «Aquelles collonades de la teva família» | Matthew Penn     | Daniel Zelman                                  | 5 d'abril de 2010       |
| 38         | 12                   | «Eres el seu mico»                       | Timothy Busfield | Glenn Kessler                                  | 12 d'abril de 2010      |
| 39         | 13                   | «La pròxima anirà al coll»               | Todd A. Kessler  | Todd A. Kessler, Glenn Kessler i Daniel Zelman | 19 d'abril de 2010      |

### Temporada 4 (2011)
| Núm. total | Núm. de la temporada | Títol                                                                 | Direcció         | Guió                                           | Data d'emissió original |
| ---------- | -------------------- | --------------------------------------------------------------------- | ---------------- | ---------------------------------------------- | ----------------------- |
| 40         | 1                    | «Només hi ha una manera de portar un cas»                             | Todd A. Kessler  | Todd A. Kessler, Glenn Kessler i Daniel Zelman | 13 de juliol de 2011    |
| 41         | 2                    | «Ja he fet massa, per aquesta noia»                                   | Todd A. Kessler  | Nancy Fichman i Jennifer Hoppe-House           | 20 de juliol de 2011    |
| 42         | 3                    | «Preferiria el meu despatx d'abans»                                   | Nick Gomez       | Jason Wilborn                                  | 27 de juliol de 2011    |
| 43         | 4                    | «A la pròxima et convido jo, rossa»                                   | Timothy Busfield | Joe Weisberg                                   | 3 d'agost de 2011       |
| 44         | 5                    | «Haurem de trobar la manera de tallar aquesta història de soca-rel»   | David Tuttman    | Nancy Fichman i Jennifer Hoppe-House           | 10 d'agost de 2011      |
| 45         | 6                    | «Afegeix aquest conillet a l'estofat»                                 | Timothy Busfield | Jason Wilborn                                  | 17 d'agost de 2011      |
| 46         | 7                    | «Estic preocupat per la gossa»                                        | Glenn Kessler    | Josh Payne                                     | 24 d'agost de 2011      |
| 47         | 8                    | «La guerra no s'acabarà mai»                                          | Nick Gomez       | Todd A. Kessler, Glenn Kessler i Daniel Zelman | 31 d'agost de 2011      |
| 48         | 9                    | «Hi ha la tira de dones que estan disposades a criticar els talibans» | David Tuttman    | Todd A. Kessler, Glenn Kessler i Daniel Zelman | 7 de setembre de 2011   |
| 49         | 10                   | «El fracàs és la solitud»                                             | Glenn Kessler    | Todd A. Kessler, Glenn Kessler i Daniel Zelman | 14 de setembre de 2011  |

### Temporada 5 (2012)
| Núm. total | Núm. de la temporada | Títol                               | Direcció         | Guió                                           | Data d'emissió original |
| ---------- | -------------------- | ----------------------------------- | ---------------- | ---------------------------------------------- | ----------------------- |
| 50         | 1                    | «Vols acabar aquesta comèdia?»      | Matthew Penn     | Todd A. Kessler, Glenn Kessler i Daniel Zelman | 11 de juliol de 2012    |
| 51         | 2                    | «Ja coneix "L'anguila", suposo»     | Colin Bucksey    | Hans Tobeason                                  | 18 de juliol de 2012    |
| 52         | 3                    | «El fracàs és el fracàs»            | Jean de Segonzac | Arthur Phillips                                | 25 de juliol de 2012    |
| 53         | 4                    | «T'estimo, mama»                    | Marcos Siega     | Jason Wilborn                                  | 1 d'agost de 2012       |
| 54         | 5                    | «Sí que em passa alguna cosa»       | Tate Donovan     | Hans Tobeason                                  | 8 d'agost de 2012       |
| 55         | 6                    | «L'he de guanyar»                   | Daniel Zelman    | Josh Payne                                     | 15 d'agost de 2012      |
| 56         | 7                    | «La tempesta s'acosta»              | Tate Donovan     | Todd A. Kessler, Glenn Kessler i Daniel Zelman | 22 d'agost de 2012      |
| 57         | 8                    | «Tinc por de la veritat»            | Ken Girotti      | Hans Tobeason                                  | 29 d'agost de 2012      |
| 58         | 9                    | «M'agrada la cadira»                | Steve Shill      | Todd A. Kessler, Glenn Kessler i Daniel Zelman | 5 de setembre de 2012   |
| 59         | 10                   | «Però ara ja no ho ets, oi que no?» | Glenn Kessler    | Todd A. Kessler, Glenn Kessler i Daniel Zelman | 12 de setembre de 2012  |